# Бондаренко Володимир Іванович (художник)
Володимир Іванович Бондаре́нко (нар. 10 жовтня) 1906, Одеса — пом. 4 листопада 1980, Київ) — український радянський живописець; член Спілки радянських художників України з 1944 року. Чоловік художниці Віри Кирилової, батько художниці Світлани Бондаренків, дід художників Тараса та Юрія Гончаренків.

## Біографія
Народився 27 вересня [10 жовтня] 1906 року в місті Одесі (нині Україна). Протягом 1927–1928 років навчався на підготовчих курсах при Харківському художньому інституті, де його викладачами були зокрема Олексій Кокель і Семен Прохоров. З 1929 по 1934 рік навчався на живописному факультеті Київського художнього інституту, проте, після реорганізації у 1935 році системи художньої освіти в СРСР, перейшов знову на перший курс і продовжив навчатися до 1941 року. В Києві, серед інших, його педагогами були Михайло Бойчук і Федір Кричевський. Дипломна робота — композиція «Любить — не любить».
З 1943 року викладав у Київській художній школі імені Тараса Шевченка. У 1943—1944 роках брав участь у роботі фронтової бригади художників при Першому Українському фронті. Упродовж 1948–1966 років працював науковим співробітником в Інституті монументального живопису і скульптури Академії архітектури УРСР у Києві. Одночасно у 1948–1958 роках очолював засновану ним монументальну секцію Спілки радянських художників України. Пізніше працював в установах Держбуду УРСР.
Жив у Києві, в будинку на вулиці Заньковецької. Помер у Києві 4 листопада 1980 року.

## Творчість
Працював в галузі в станкового, монументального та декоративного живопису у реалістичному стилі. Серед робіт:
монументальні твори
- монументальні розписи у Палаці культури місті Новій Каховці(1953—1954, у співавторстві з Борисом Піанідою);
- плафони «Фестиваль» та «Відпочинок» у Тернопільському драматичному театрі імені Тараса Шевченка (1957, у співавторстві з Борисом Піанідою);
- триптих «Виноградарі» у павільйоні садівництва Виставки передового досвіду в народному господарстві УРСР (1958);
- панно «Козацька пісня» у музичному магазині «Ноти» на Хрещатику у Києві (1959—1960);
- панно «Підводне царство» та «Космонавти» у дитячому кафе у Києві (1963);
- мозаїки «Миколаївські корабели» на фасаді Будинку культури суднобудівників у Миколаєві (1972—1973);

станкові твори
- «Любить — не любить» (1940);
- «Циганка» (1940);
- «Чекання» (1944—1945);
- триптих «Могила невідомого героя» (1945);
- «Дівчина біля бузку» (1945);
- «Дівчата» (1946);
- «Човни біля берега» (1948);
- «Хризантеми» (1949);
- «Ранок» (1949);
- «Натюрморт із ромашками та півоніями» (1949);
- «Натюрморт з польовими квітами» (1949);
- «Білі півонії» (1978);
- «Козацька пісня» (1980).

Брав участь у республіканських виставках з 1945 року, всесоюзних з 1946 року. Персональна посмертна виставка відбулася у Києві у 1987 році.